# Edward Pococke
Edward Pococke o Pocock (8 de novembre de 1604, Oxford - † 10 de setembre de 1691, ibíd.) fou un orientalista britànic, professor i traductor de llengües orientals a Oxford.

## Biografia
Fou fill d'un pastor de Chieveley, Berkshire. Estudià al Magdalen College, després fou becari del Corpus Christi College a Oxford el 1620. Començà el 1622 una anàlisi sistemàtica de les llengües orientals i publicà, el 1630, una edició de la versió siríaca del Nou Testament.
Ordenat el 20 de desembre de 1629, fou capellà dels comerciants britànics d'Alep a Síria, on perfeccionà els seus coneixements d'àrab.
El 1636 es convertí en el primer professor d'àrab a Oxford. Després viatjà a Constantinoble, on romangué durant quatre anys. Quan en tornà, fou nomenat professor d'hebreu a Oxford.

## Obres
- Specimen historiae arabum, 1648-1650
- Porta Mosis, 1655
- De veritate, 1660, traducció de l'obra de Hugo Grotius
- Arabic history of Bar-Hebraeus (Greg. Abulfaragii historia compendiosa dynastiarum), 1663
- Lexicon heptaglotton, 1669

comentaris a
- Micah, 1677
- Malachi, 1677
- Hosea, 1685
- Joel, 1691